# Antonio Maquilón
Antonio Maquilón (Lima, 29 de noviembre de 1902-Lima, 20 de abril de 1984) fue un futbolista peruano que jugaba como defensa e integró la selección de fútbol del Perú en sus primeros años.

## Selección nacional
Fue internacional con la selección de fútbol del Perú en 6 partidos entre 1927 y 1930. Su primer partido con la selección peruana fue en la Copa América 1927 contra la selección de fútbol de Bolivia el 13 de noviembre de ese año.

### Participaciones en Copas del Mundo
| Mundial                        | Sede    | Resultado    |
| ------------------------------ | ------- | ------------ |
| Copa Mundial de Fútbol de 1930 | Uruguay | Primera fase |

### Participaciones en Copa América
| Copa América      | Sede      | Resultado     |
| ----------------- | --------- | ------------- |
| Copa América 1927 | Perú      | Tercer puesto |
| Copa América 1929 | Argentina | Cuarto puesto |

## Clubes
| Club                          | País | Año       |
| ----------------------------- | ---- | --------- |
| Sportivo Tarapacá Ferrocarril | Perú | 1920-1926 |
| Circolo Sportivo Italiano     | Perú | 1927-1928 |
| Sportivo Tarapacá Ferrocarril | Perú | 1929-1930 |
| Atlético Chalaco              | Perú | 1931-1935 |